# Бучанський центр позашкільної роботи
Бучанський центр позашкільної роботи, також Бучанський ЦПР  — позашкільний навчальний заклад у місті Буча.
Центр розпочав роботу з 1 січня 2007 року.

## Діяльність
У Центрі позашкільної роботи в середньому займаються 715—750 дітей на рік, що становить майже 30% дітей шкільного віку Бучі. Центр не має власного приміщення, тому всі гуртки працюють на базі шкіл та НВК «Берізка». У зв'язку з відсутністю свого приміщення не розвиваються технічні гуртки, еколого-натуралістичний напрямок.
Заняття проводяться у класних приміщеннях, спортивних та актових залах у вільний від навчання час.
У закладі працюють 28 педагогів — 11 основних працівників та 18 — сумісників. Більшість керівників гуртків мають вищу освіту. Кошти на утримання Центру виділяються з місцевого бюджету.
Найбільше діти відвідують гуртки художньо-естетичного напрямку: 
- образотворче мистецтво,
- танці,
- циркова студія,
- вишивка,
- театральний гурток.

Пріоритетним напрямком роботи є туристсько-краєзнавчий (спортивний та краєзнавчий туризм). Діють також бібліографічний гурток та гурток музейної справи. 
Новинкою 2009 став гурток учнівського самоврядування, який працює з громадськими організаціями. В 2010 у Пущі-Водиці відбувся обласний збір лідерів місцевого самоврядування, в якому взяли участь і діти з Бучі.
Раніше велися гуртки інформатики та журналістики, але через відсутність спеціалістів, вони тимчасово припинили свою роботу.
Заняття у гуртах та секціях безкоштовні. Центр повністю оплачує витрати на обласні змагання, конкурси. Батьківські та спонсорські кошти залучаються для участі у туристських походах та деяких відкритих змаганнях.

## Відзнаки
В 2010 вихованки Бучанського центру позашкільної роботи Ференс Анастасія за роботу «Ой летіла горлиця через сад…» (керівник Фурлет О. М.) та Мот Ірина за роботу «Свята земля» (керівник Тиха В. Ю.) здобули перемогу в номінації «Декоративно-ужиткове мистецтво» на обласному етапі Всеукраїнського конкурсу учнівської творчості «Об'єднаймося ж, брати мої!».

## Адреса
08290 м. Буча, вул. Островського, 36

## Виноски
1. ↑  Архівована копія. Архів оригіналу за 4 березня 2016. Процитовано 27 лютого 2011.{{cite web}}:  Обслуговування CS1: Сторінки з текстом «archived copy» як значення параметру title (посилання)